# Förenade nationsmanskören
Förenade Nationsmanskören i Lund (FN-kören eller FN) är en manskör verksam vid Lunds universitet under parollen "En kör för alla, män".

## Historia
Förenade Nationsmanskören bildades 2001 av Johan Fredrik Emilsson och Rutger Stjernström för att erbjuda även mindre rutinerade sångare möjlighet att delta i Lunds traditionsrika manskörsverksamhet. Tillströmningen av sångare var god och kören växte redan under sin första termin, hösten 2002, till en av Sveriges största kontinuerligt repeterande manskörer. Kören anger på sin hemsida under 2004 att den består av nästan hundra sångare. Under körens inledande tio år har årliga turnéer genomförts, bland annat till Uppsala, Polen och Norge.
Som körens förste dirigent engagerades Johannes Nebel som kom att leda och sätta stor prägel på kören fram till 2006. Under en kort period dirigerades kören därefter av Daniel Hansson innan den togs över av Stina Wennberg som ledde kören från 2007 fram till våren 2012. Hösten 2012 av övertog Teodor Ahlinder dirigentskapet för mellan 30 och 40 aktiva sångare.
Hösten 2016 blev en planerad konsert för att fira körens 15-årsjubileum inställd på grund av lågt deltagande och 2017 annonserade kören efter någon som kunde ta över verksamheten.

## Målsättning och verksamhet
Kören har som mål att bereda plats för så många sångare, med eller utan tidigare körvana, som möjligt i en manskör och främjandet av manskörsmusik vid Lunds universitet i allmänhet och Lunds studentnationer i synnerhet. Strävan är att på kontinuerlig basis driva Sveriges största manskör med repetitioner varje vecka.
För att nå dessa mål är det uttalat att arbetsbördan i form av repetitioner och konserter för den enskilde och genomsnittlige sångaren inte ska göras mer betungande än att en repetition per vecka samt generalrepetitioner ska räcka för tillgodogörande av terminens repertoar.
I verksamheten ingår även ett väsentligt mått av socialt umgänge. Återkommande inslag är de månatliga s.k. Oktoberfesterna, vilka utöver den huvudsakliga måltidsdrycken, surkål och tämligen korvliknande födosubstitut har föga gemensamt med sina sydtyska namnlikar.